# London Eye
London Eye eller Millennium Wheel er et stort pariserhjul midt i London. Det er 135 meter højt og blev åbnet for publikum i marts 2000. Hjulet blev officielt åbnet af Tony Blair allerede den 31. december 1999, men som følge af tekniske vanskeligheder måtte åbningen for publikum udskydes. Det står på Themsens sydbred i Lambeth mellem Westminster Bridge og Hungerford Bridge. 
Hjulet er designet af arkitekterne David Marks og Julia Barfield. Der er 32 aflukkede, airconditionerede kabiner. Hjulet roterer med en fart af 0,26 m/s ~ 0,9 km/t, så en fuld rotation tager 28,26 minutter. 

## Ejerskab og økonomi
Siden 2006 har Tussauds ejet 100 procent af The London Eye, mens British Airways forsat forbinder sit varemærke med attraktionen. Tussauds, British Airways og Marks Barfield-familien (de primære arkitekter) ejede hver en tredjedel af The London Eye, mens flyselskabet optog de oprindelige byggelån.
Selv om hjulet er en publikumssucces, er der store økonomiske problemer med drift og en gæld er på ca. 1,5 mia. DKK i midten af år 2005 og stiger med ca. 250 mio. DKK om året. Grunden er renter og afdrag på de lån, som blev optaget for at konstruere hjulet. Tussaud-gruppen 4 % af billetindtægterne som management fee.